# Martin Lambie-Nairn
Martin John Lambie-Nairn (Croydon, 5 agosto 1945 – Londra, 25 dicembre 2020) è stato un designer inglese.
È stato il fondatore dell'agenzia di branding Lambie-Nairn e direttore creativo dell'agenzia di branding ML-N. È riconosciuto per aver ridefinito il design dell'identità del marchio televisivo, essendo il primo a abbracciare le tecnologie informatiche per applicare il branding ai media basati su schermo.
Lambie-Nairn è stato anche co-creatore del programma satirico con pupazzi degli anni '80 Spitting Image. Tra i suoi lavori più noti ci sono il logo e gli idents originali di Channel 4 creati nel 1982, il lotto di oltre 30 idents per BBC Two andati in onda per la prima volta il 16 febbraio 1991, l'immagine d'antenna dell'uomo mascherato per la TSI ideata nel 1993, il rebranding aziendale del 1997 per l'intera BBC, e i titoli delle notizie regionali della BBC del 2008. In collaborazione con la sua agenzia, creò anche pacchetti di lancio per altri canali BBC.

## Carriera
La carriera televisiva di Lambie-Nairn iniziò alla BBC nel 1965, dove lavorò come assistente designer. Proseguì come graphic designer presso Rediffusion, ITN e London Weekend Television. Alla ITN curò le grafiche per le missioni spaziali Apollo e progettò il logo aziendale e la sequenza del titolo per News at Ten.
Nel 1976, dopo aver lasciato LWT, fondò con Colin Robinson la compagnia Robinson Lambie-Nairn, che sviluppò nuove tecniche di presentazione grafica, tra cui quelle per Weekend World. L’azienda si espanse e nel 1990 assunse il nome Lambie-Nairn & Company.
Grazie all’animazione al computer, Lambie-Nairn creò l’identità visiva "Blocks" per Channel 4, considerata rivoluzionaria e utilizzata dal lancio del canale il 2 novembre 1982 per 14 anni. Nel 1981 ideò il concetto originale della serie Spitting Image, trasmessa per undici anni, che fu ispirata da un suo incontro con i futuri creatori.
In seguito realizzò il primo spot pubblicitario televisivo britannico interamente generato al computer: una pubblicità per Smarties.
Nel 1990 divenne consulente direttore creativo del marchio BBC, ruolo che ricoprì per 12 anni. La sua agenzia curò il rebranding dell’intera emittente, tra cui quello di BBC Two, su incarico di Alan Yentob, e di BBC1, dove rielaborò il celebre globo insieme a Daniel Barber.
Nel 1997 progettò la mongolfiera rossa per BBC One, metafora dell’universalità del canale. Il progetto fu parte di un rebranding che coinvolse anche il logo della BBC e un nuovo pacchetto per BBC News. Lambie-Nairn curò anche l’identità grafica delle nuove emittenti digitali BBC News 24, BBC World, BBC Choice, BBC Knowledge, CBeebies, CBBC, BBC Four e BBC Three.
Nel 1997 pubblicò il libro Brand Identity for Television: With Knobs On.
Nel 2002 realizzò gli idents Rhythm & Movement per BBC One e la serie Personality 2s per BBC Two (2001–2007), caratterizzata da figure robotiche del numero 2 con caratteristiche uniche.
Parallelamente, curò le identità di canali ITV come Carlton Television, Central e Anglia Television e di emittenti internazionali come S4C, TF1, Arte, NOS, TSI, Disney Channel UK, The Business Channel, Alhurra, British Satellite Broadcasting e molte altre. Nel 2002 contribuì anche al rebranding di BT Cellnet nel marchio O2.
Nel 2008 curò il nuovo branding unificato in rosso e bianco per BBC News.
Nel 2009 Lambie-Nairn lasciò lo studio che aveva fondato per unirsi a Heavenly come direttore creativo, dove ha lavorato fino al 2011. Presso Heavenly ideò l'identità di lancio per Sky Atlantic e anche per BBC Entertainment. Successivamente avviò la propria consulenza, ML-N, con sede a Londra. Nel 2011 lavorò come consulente creativo nella creazione di una nuova identità per la Royal Opera House.
Attraverso ML-N, Lambie-Nairn è stato nominato direttore creativo consulente per la società di ricerca TNS. Nel 2016, si è unito a Red&White come presidente non esecutivo e direttore creativo, dove ha creato un nuovo logo e l'identità di marca per la sua alma mater, l'University of Northampton. Nel 2020 è stato intervistato per il programma di BBC Four The Sound of TV, che ha debuttato poche settimane prima della sua morte.